# Coeliopsidinae
Coeliopsidinae es una subtribu de la subfamilia Epidendroideae de la familia Orchidaceae. 

## Descripción
Los tres miembros de esta subtribu tradicionalmente han sido agrupados en Stanhopea, pero los rasgos morfológicos y los nuevos análisis moleculares efectuados por Whitten et al. en 2000 confirmó  el grupo reclasificado por Dariusz Szlachetko (1995).
Estos géneros tienen pseudobulbos lisos,  ovoides  con 3-4 hojas plegadas grandes y delgadas. Las inflorescencias son gruesas y llevan flores globosas con gruesos y carnosos sépalos y pétalos, la presencia de pie en la columna y  mentón. Las raíces tienen pelos prominentes en la raíz.
Más destacados son los viscidios que tienen forma de botón esclerificado con estipes cortos. 
Como en Stanhopea los miembros de este grupo son polinizados por las abejas machos euglossinos . Los viscidios pegajosos de este grupo están adaptados para la adherencia a la superficie lisa de las abejas macho. (en Peristeria elata, el polen se adhiere a la cabeza de la abeja, en Coeliopsis, en el frontal de la cabeza de la abeja; Williams, 1982).
Stanhopea y Coeliopsidinae ahora se consideran subtribus hermanas estrechamente relacionadas.

## Géneros
- Coeliopsis
- Lycomormium
- Peristeria